# Fundacja Pomocy Wzajemnej „Barka”
Fundacja Pomocy Wzajemnej „Barka” – organizacja pozarządowa, założona w roku 1989. Działa na terenie całej Polski, w obszarze zaniedbanych grup społecznych, prowadzi dla nich m.in. domy pomocy. Walczy m.in. z wykluczeniem społecznym.

## Historia
Fundacja Pomocy Wzajemnej „Barka” powstała w odpowiedzi na rosnące problemy społeczne okresu transformacji. Barbara Sadowska i jej mąż Tomasz Sadowski pragnęli stworzyć środowiska, struktury społeczne, w których „zapomniani oraz niechciani” członkowie społeczeństwa polskiego mieliby szansę rozwoju osobistego i społecznego. Ta misja „Barki” zaowocowała utworzeniem alternatywnego systemu pomocy, który skupia ludzi z grup zaniedbanych społecznie, umożliwiając im odbudowanie własnej tożsamości, szeroko pojęte kształcenie i odnalezienie się w nowej rzeczywistości społeczno-ekonomicznej.
W 1989 tych dwoje psychologów założyło pierwszy dom Barki w opuszczonym budynku szkoły we Władysławowie (w powiecie nowotomyskim), zamieszkując początkowo z 25 „rozbitkami życiowymi”. Pierwsza Wspólnota we Władysławowie stała się odskocznią do rozwoju ruchu pomocy wzajemnej obejmującego nie tylko potrzebujących ale także nieformalne grupy obywateli oraz organizacje pozarządowe z kraju i z zagranicy.
W lutym 2015 fundacja otrzymała Europejską Nagrodę Obywatelską za pomoc osobom, które najbardziej ucierpiały w procesie transformacji ustrojowej w Polsce, jak również za promowanie ekonomii społecznej.

## Kalendarium
- 1989 – powstanie pierwszej wspólnoty we Władysławowie (gmina Lwówek),
- 1990 – rejestracja Fundacji Pomocy Wzajemnej Barka za środki uzyskane ze sprzedaży samochodu przez Marię Garwolińską,
- 1993 – nawiązanie współpracy z bezdomnymi z Brunszwiku i niemiecką organizacją Wohnen und Beraten; Tomasz Sadowski otrzymał tytuł Wielkopolanina Roku,
- 1994 – otwarcie stowarzyszenia w Holandii, które animowali Teresa i Jeroen van de Loo,
- 1995 – powstała wspólnota w Marszewie, a także stowarzyszenie we Francji utworzone przez Martine Wendzinski i Marija Vaniola; zakupiono dwa bloki w stanie surowym w Chudobczycach oraz wydzierżawiono tam 400 hektarów ziemi z zabudowaniami gospodarczymi, które w następnych latach przystosowano do działalności jako farma ekologiczna,
- 1996 – uruchomienie w Poznaniu na Zawadach programów socjalno-edukacyjnych (teren przekazała Spółdzielnia Pracy Elektromet),
- 1997 – powstała wspólnota w Posadówku; przejęto tereny na poznańskim Darzyborze, gdzie powstał hostel dla osób bezdomnych i różnego rodzaju przedsiębiorstwa socjalne,
- 1998 – powstała wspólnota w Doryszowie, którą założył ks. Józef Krawiec; otrzymano nagrodę Henry Ford Conservation Avard za realizowany w Chudobczycach projekt Wykluczeni ratują zagrożone gatunki zwierząt i drzew owocowych,
- 1999 – powstała wspólnota w Cieszynie (dawna cukrownia); otrzymano nagrodę Pro Publico Bono z rąk premiera Jerzego Buzka,
- 2000 – spotkanie w papieżem Janem Pawłem II w Watykanie,
- 2002 – powstała wspólnota w Drezdenku; rozpoczęto realizację projektu mieszkaniowego Osiedle Darzybór,
- 2002-2004 – powstała strategia usamodzielniania się prowadzonych przez organizację programów (w miejsce wspólnot powstają niezależne stowarzyszenia),
- 2003 – Barbara i Tomasz Sadowscy otrzymują tytuły European Hero przyznawane przez tygodnik Time,
- 2003-2004 – prowadzenie Ogólnopolskiego Funduszu Spółdzielczości Socjalnej, z którego powstają pierwsze polskie spółdzielnie socjalne,
- 2004 – powstał Związek Organizacji Sieć Współpracy Barka; wydano w Poznaniu pierwszy numer Gazety Ulicznej (czasopisma gospodarki solidarnej),
- 2005 – założono spółkę non-profit Obywatelski Instytut Monitoringu i Rekomendacji oraz spółkę non-profit Przedsiębiorstwo Społeczne Barki prowadzące ośrodek wypoczynkowy w pobliżu Ustki,
- 2005-2008 – wraz z usamodzielnionymi stowarzyszeniami realizowano projekt Equal, w ramach którego zbudowano pierwsze w Polsce partnerstwa lokalne (Poznań, Kwilcz, Drezdenko),
- 2007 – powstało stowarzyszenie w Wielkiej Brytanii wspierające powroty Polaków do kraju oraz integrację z brytyjskim rynkiem pracy; otrzymano nagrodę Pro Publico Bono,
- 2009 – otrzymano nagrodę Grand Prix 20-Lecia Niepodległej Ojczyzny i nagrodę Habitat for Humanity  za Osiedle Darzybór w Waszyngtonie; ufundowano nagrodę Drabina Jakubowa dla liderów Barki, którzy budują solidarne i włączające środowisko (działki budowlane otrzymało piętnastu liderów, którzy wybudowali domy na Osiedlu Liderów w Chudobczycach); powstała Diakonija Spółka Zatrudnienia,
- 2010 – stowarzyszenie w Holandii objęło swoją działalnością wszystkich migrantów z Europy Środkowo-Wschodniej; w Poznaniu powołano Wielkopolskie Centrum Ekonomii Solidarnej,
- 2011 – powstało stowarzyszenie w Irlandii na wzór brytyjskiego,
- 2011-2014 – nawiązanie współpracy ze wspólnotami afrykańskimi w Europie i Afryce i otwarto pierwsze centrum integracji społecznej w Kenii,
- 2012 – powołanie w Hamburgu programu współpracy z niemiecką Misją Dworcową; powołano z inicjatywy Barki w Brukseli International Network of Innovative Social Enterprenurship na rzecz rozwijania przedsiębiorczości społecznej w Afryce; Barbara i Tomasz Sadowscy otrzymali Krzyże Kawalerskie Orderu Odrodzenia Polski (wręczył je prezydent Bronisław Komorowski),
- 2013 w Poznaniu powstało Wielkopolskie Centrum – Instytut Gospodarki Społecznej (ul. św. Wincentego na Zawadach, obok dawnego przytuliska dla bezdomnych) – w otwarciu uczestniczyła pierwsza dama Anna Komorowska; otwarto stowarzyszenie w Kanadzie[3].

## Programy
Programy realizowane przez fundację:
- wspólnoty,
- socjalno-edukacyjny,
- pozyskiwania i tworzenia nowych miejsc pracy dla osób długotrwale bezrobotnych,
- taniego budownictwa socjalnego.